# Werner David Feist
Werner David Feist (* 3. Dezember 1909 in Augsburg; † 8. März 1998 in Côte-Saint-Luc) war ein deutsch-kanadischer Fotograf, Maler und Grafikdesigner.

## Leben
Feist studierte von 1927 bis 1930 am Bauhaus in Dessau. 2001 waren Feists Fotografien in einer Ausstellung unter dem Titel  Dancing on the Roof: Photography and the Bauhaus (1923–1929) im Metropolitan Museum of Art zu sehen.
Feist lebte neun Jahre in Prag, wo er mit der früheren Bauhausschülerin Margarete Dambeck-Keller befreundet war. Einige seiner Werke waren 2005 auf der Ausstellung Spaziergang durch die tschechische Fotografiegeschichte in Prag zu sehen. Weitere Werke von Feist besitzen das Museum Folkwang in Essen und das Bauhaus-Archiv in Berlin in ihren fotografischen Sammlungen.

## Fotografisches Werk
Werner David Feist erlangte vor allem durch seine experimentellen Fotografien aus seiner Zeit als Schüler am Bauhaus Dessau (1927–1930) Bekanntheit. Zuletzt war er Assistent von Walter Peterhans, der ab 1929 die Werkstatt für Fotografie am Bauhaus Dessau aufgebaut hat. Feists Aufnahmen zeichnen sich durch ungewohnte Perspektiven, extreme Projektionen und Bildausschnitte sowie Doppelbelichtungen und Licht- bzw. Spiegelungseffekte aus, die eine neue ästhetische Sichtweise auf Objekte wie auch Personen offenbaren.

## Ausstellungen (Auswahl)
- 1994: Augsburger Zeughaus
- 1994: Bauhaus Dessau
- 1995: Bauhaus-Archiv, Berlin-Tiergarten
- 2008: Generalkonsulat Montréal, Ausstellung zum 10. Todestag
- 2012: Bauhaus-Archiv, Berlin